# Mãe Juju D’Oxum
Juvergínia Cerqueira de Amorim dos Santos ou Mãe Juju D’Oxum (Muritiba, Bahia, 23 de junho de 1936 - ), Ialorixá do candomblé Ilê Maraqueto Axé Oxum localizado no Jardim Iva, São Paulo. Filha biológica de Pai Nézinho de Muritiba, e filha de santo de Mãe Menininha do Gantois.
Ialorixá Juju de Oxum
"Fui iniciada na roça da Muritiba, Ibecê Alaqueto Axé Ogum Megege, casa de papai, pela minha Mãe Menininha do Gantois” conta Mãe Juju. Era fevereiro de 1940, acontecia à festa anual do Ogum de Pai Nezinho, um dos mais importantes sacerdotes da história do candomblé e pai carnal de Mãe Juju. Era 1936, exatamente, dia 23 de junho, nascia Juvelgínia Batista do Amorin, no Recôncavo baiano e quatro anos mais tarde dá-se início a trajetória espiritual desta Ialorixá, tão querida por todos. Mãe Menininha se deslocava do bairro da Federação na capital baiana à roça da Muritiba para celebrar os festejos em homenagem a Ogum. No auge da juventude, Mãe Juju, envolvia-se com as atividades da roça, mas não se sentia à vontade. A mocidade falava mais alto. Pai Nezinho mantinha pulso firme com Mãe Juju, sua filha carnal. “Eu me sentia obrigada a seguir a religião” desabafou Mãe Juju."
Casou-se e morou em Salvador. Em meio das festividades da independência do Brasil chega à cidade de São Paulo com o marido e o filho Valdir, o primogênito, exatamente no dia 07/09/1959. “A principio tudo parecia estranho: o frio, as trovoadas e a saudade da família eram companheiros constantes”. Durante 10 anos residiu na Rua Serra da Piedade, 177, no bairro da Vila Prudente da zona leste paulistana. “Eu jogava búzios escondida, meu marido não gostava da religião” afirma a Ialorixá. Além de Valdir, a sacerdotisa deu à luz Vera, Valmir e Vânia nascidos em São Paulo.
Pai Nezinho, vendo a dificuldade da filha, a presenteia com o terreno onde, posteriormente, foi construído o Ilê Maraqueto Axé Oxum. Iá Juju muda-se definitivamente para o Jardim Iva em Sapopemba. Apesar dos obstáculos, principalmente os financeiros, a casa é inaugurada em julho de 1974. Infelizmente, antes da inauguração a Ialorixá sofre uma grande perda, em junho de 1973, não somente ela, todos os filhos do Axé Muritiba perdem o grande pai Nezinho de Ogum.
A inauguração estava marcada para julho daquele ano, mas devido ao luto e aos preceitos da religião, a casa é inaugurada no ano seguinte, em julho de 1974. Conta Mãe Juju que vários amigos e irmãos ajudaram muito nos primeiros anos. Ela destacou Mãe Bida e seus irmãos e grandes amigos Tata Pérsio e Pai Waldomiro, que a auxiliaram no começo da casa como também seu irmão Jorge Amorin. O primeiro filho a ser iniciado foi Felix de Ogum, já falecido. O Ilê Maraqueto Axé Oxum foi frequentado por várias personalidades do candomblé. Atualmente Mãe Juju tem mais de mil e duzentos filhos espirituais espalhados pelo Brasil e pelo Mundo.
O advento dos 70 anos proporcionou a Mãe Juju algumas marcantes homenagens. Foi agraciada, em 2010, pela Câmara Municipal de São Paulo como a maior representante das religiões de matriz africana da cidade de São Paulo, na comemoração dos 450 anos do parlamento paulistano. No mesmo ano recebeu do mandato do saudoso Deputado José Cândido e d’As Águas de São Paulo o título de Iá Abá, a Mãe Anciã do candomblé Paulista.
Com 81 Anos de iniciação, Mãe Juju é uma das sacerdotisas mais antigas em atividade no país. Com toda a idade, a Ialodê ainda se permite acariciar os filhos e lhes proporcionar palavras de conforto e sabedoria nos momentos mais difíceis. Sete décadas que deram a Mãe Juju a soberania de uma rainha, digna de toda pompa e honrarias. Mãe Cacho de Omolu, Tio Jorge de Oxóssi, Mãe Bem de Oxoguiã são, junto aos incontáveis filhos espirituais, o porto seguro desta Iá Nilá que com sua graça irreverência e autenticidade encanta São Paulo e fez com que nesta cidade todos nós também sejamos filhos de Oxum”, lembrando que a mãe Juju foi feita de Xangô, porém Oxum que é seu segundo santo, rege muito na vida dela.